# Юл (приток Чулыма)
Юл — река в Томской области России, левый приток Чулыма. Устье реки находится в 2 км от устья протоки Чулыма Алтарык по левому берегу. Протяжённость реки 30 км. Течёт в направлении с юго-запада на северо-восток.
В 19 км от устья справа впадает река Татары.

## Данные водного реестра
По данным государственного водного реестра России относится к Верхнеобскому бассейновому округу, водохозяйственный участок реки — Чулым от водомерного поста села Зырянское до устья, речной подбассейн реки — Чулым. Речной бассейн реки — (Верхняя) Обь до впадения Иртыша.
Код водного объекта — 13010400312115200021278.